# Roberto Cabañas
Roberto Cabañas González (Pilar, 11 de abril de 1961-Asunción, 9 de enero de 2017) fue un futbolista paraguayo que se desempeñó como delantero en clubes como Cerro Porteño, New York Cosmos, América de Cali, Olympique Lyon y Boca Juniors. Fue también internacional con la selección de Paraguay.
Falleció de un paro cardiorrespiratorio en la madrugada del 9 de enero de 2017 a los 55 años de edad, en la ciudad Asunción, Paraguay.

## Carrera como jugador
En su carrera jugó en Cerro Porteño y Libertad de Paraguay, Brest Armorique FC y el Lyon de Francia, el New York Cosmos (donde ganó el premio al jugador más valioso de la North American Soccer League en 1983), América de Cali y Deportivo Independiente Medellín de Colombia, Barcelona de Ecuador, y Boca Juniors, donde conquistó el Torneo Apertura de Argentina y la Copa Master, ambos en 1992. En Argentina, Cabañas se identificó rápidamente con la afición del Boca Juniors debido a su temperamento y a ciertos recordados cruces con jugadores de River Plate.
Cabañas también fue parte y jugador clave de la Selección de fútbol de Paraguay. Con ella ganó la Copa América 1979 e integró la nómina que participó en la Copa Mundial de Fútbol de 1986 disputada en México. En este certamen Cabañas fue titular en la primera ronda ante Irak, México y Bélgica (a la cual le marcó dos goles para el empate final 2-2), y en octavos de final ante Inglaterra.
América de Cali, (como era conocido) fue un jugador temperamental y tenía un dominio y definición con el balón. Roberto Cabañas se inmortalizó por sus jugadas vistosas, sus goles de chilena y voleas (llamadas también 'cabañuelas'); una de sus más recordadas cábalas era el uso de una muñequera blanca, y solía celebrar sus goles con una acrobática voltereta. Fue uno de los jugadores que conformó la época dorada del América y convirtió goles importantes en la Copa Libertadores, así como en las finales de esta en 1986 ante River Plate y en 1987 frente a Peñarol de Montevideo.
Su traspaso al fútbol francés en 1988 fue toda una novela entre los directivos del América y los del Brest. Al final, y después de muchos ires y venires, Cabañas llega a territorio galo donde sería figura del Brest que logró el ascenso a la Ligue 1 imponiéndose en el Play-off de promoción, El mago sería catalogado MVP de la Ligue 2 y uno de los goleadores de la temporada; luego de tres campañas muy buenas en el equipo de Brest, pasó al entonces modesto Olympique Lyonnais, donde tuvo una aceptable primera etapa con 9 goles y un paso poco trascendental en su segundo año. Para 1992 ficha por el Boca Juniors, lograría en su primer año campeonato con los xeneizes correspondientes a Apertura 1992 y la Copa Máster de Supercopa.
A comienzos del año 2000 y por razones que aún son motivo de todo tipo de conjeturas, regresó al fútbol vistiendo la camiseta del Real Cartagena de Colombia, contando en ese entonces con 39 años.

## Carrera como entrenador
Como director técnico trabajó en su antiguo club, el América de Cali de Colombia. En principio fue el asistente técnico del colombo-paraguayo Gerardo González Aquino (también exjugador del equipo rojo de Cali) quien llegaba a reemplazar a Bernardo Redín en 2006. 
González Aquino fue retirado de su cargo el 13 de febrero de 2007, día de la celebración de los 80 años del conjunto escarlata, asumiendo Cabañas como técnico en propiedad y teniendo a Álex Escobar (otro exjugador americano de los años 1980) como su asistente. Fue una decisión polémica puesto que el Mago de Pilar prácticamente no tenía ninguna experiencia dirigiendo equipo alguno, fue destituido después de doce partidos de los cuales el onceno escarlata solo ganó dos, empató seis y perdió cuatro. El hecho definitivo que motivó su salida fue la goleada 6-0 contra el Deportes Tolima, el 27 de abril de 2007. Escobar fue nombrado técnico encargado tras la partida de Cabañas y el equipo rojo tuvo una mejor actuación durante los últimos partidos del torneo. Para el campeonato siguiente se eligió a Diego Edison Umaña como entrenador.

## Selección nacional

### Goles en la Selección
| Resultados                 | Resultados | Resultados | Resultados | Lugar    | Estadio                   | Fecha                    | Tipo                             | Gol(es) |
| -------------------------- | ---------- | ---------- | ---------- | -------- | ------------------------- | ------------------------ | -------------------------------- | ------- |
| Paraguay                   | 4          | 1          | Perú       | Asunción | Defensores del Chaco      | 7 de octubre de 1983     | Amistoso                         | 2 goles |
| Paraguay                   | 3          | 0          | Colombia   | Asunción | Defensores del Chaco      | 27 de octubre de 1985    | Eliminatorias Sudamericanas 1986 | 1 gol   |
| Paraguay                   | 3          | 0          | Chile      | Asunción | Defensores del Chaco      | 10 de noviembre de 1985  | Eliminatorias Sudamericanas 1986 | 1 gol   |
| Paraguay                   | 2          | 1          | Dinamarca  | Bogotá   | Nemesio Camacho El Campín | 20 de mayo de 1986       | Amistoso                         | 2 goles |
| Paraguay                   | 2          | 2          | Bélgica    | Toluca   | Estadio Nemesio Díez      | 11 de junio de 1986      | Copa del Mundo 1986              | 2 goles |
| Paraguay                   | 2          | 1          | Ecuador    | Asunción | Defensores del Chaco      | 10 de septiembre de 1989 | Eliminatorias Sudamericanas 1990 | 1 gol   |
| Paraguay                   | 1          | 0          | Chile      | Cuenca   | Alejandro Serrano Aguilar | 18 de junio de 1993      | Copa América 1993                | 1 gol   |
| Para un total de 10 goles. |            |            |            |          |                           |                          |                                  |         |

## Estadísticas

### Como jugador

#### Clubes
| Cerro Porteño Paraguay | 1.ª                 |                     |     |     |   |   |    |    |     |      |      |
| Cerro Porteño Paraguay | 1.ª                 | 1979                | 17  | 3   | — | — | —  | —  | 17  | 3    | 0,17 |
| Cerro Porteño Paraguay | 1.ª                 | 1980                | 7   | 2   | — | — | 5  | 3  | 12  | 5    | 0,41 |
| Cerro Porteño Paraguay | 1.ª                 | 1995                | —   | —   | — | — | 8  | 1  | 8   | 1    | 0,12 |
| Cerro Porteño Paraguay | Total club          | Total club          | 24  | 5   | 0 | 0 | 13 | 4  | 37  | 9    | 0,24 |
| New York Cosmos Estados Unidos | 1.ª                 |                     |     |     |   |   |    |    |     |      |      |
| New York Cosmos Estados Unidos | 1.ª                 | 1980                | 20  | 4   | — | — | —  | —  | 20  | 4    | 0,20 |
| New York Cosmos Estados Unidos | 1.ª                 | 1981                | 22  | 16  | — | — | —  | —  | 22  | 16   | 0,72 |
| New York Cosmos Estados Unidos | 1.ª                 | 1982                | 12  | 10  | — | — | —  | —  | 12  | 10   | 0,83 |
| New York Cosmos Estados Unidos | 1.ª                 | 1983                | 30  | 25  | — | — | —  | —  | 30  | 25   | 0,83 |
| New York Cosmos Estados Unidos | 1.ª                 | 1984                | 15  | 8   | — | — | —  | —  | 15  | 8    | 0,53 |
| New York Cosmos Estados Unidos | Total club          | Total club          | 99  | 63  | 0 | 0 | 0  | 0  | 99  | 63   | 0,63 |
| América de Cali · Colombia | 1.ª                 |                     |     |     |   |   |    |    |     |      |      |
| América de Cali · Colombia | 1.ª                 | 1985                | 32  | 17  | — | — | 11 | 3  | 43  | 20   | 0,46 |
| América de Cali · Colombia | 1.ª                 | 1986                | 22  | 15  | — | — | 12 | 1  | 34  | 16   | 0,47 |
| América de Cali · Colombia | 1.ª                 | 1987                | 20  | 6   | — | — | 10 | 4  | 30  | 10   | 0,33 |
| América de Cali · Colombia | Total club          | Total club          | 74  | 38  | 0 | 0 | 33 | 8  | 107 | 46   | 0,42 |
| Stade Brestois Francia | 2.ª                 |                     |     |     |   |   |    |    |     |      |      |
| Stade Brestois Francia | 2.ª                 | 1988-89             | 37  | 25  | 1 | 1 | —  | —  | 38  | 26   | 0,68 |
| Stade Brestois Francia | 1.ª                 |                     |     |     |   |   |    |    |     |      |      |
| Stade Brestois Francia | 1989-90             | 20                  | 9   | 2   | 2 | — | —  | 22 | 11  | 0,50 |      |
| Stade Brestois Francia | Total club          | Total club          | 57  | 34  | 3 | 3 | 0  | 0  | 60  | 37   | 0,61 |
| Olympique de Lyon Francia | 1.ª                 |                     |     |     |   |   |    |    |     |      |      |
| Olympique de Lyon Francia | 1.ª                 | 1990-91             | 24  | 9   | — | — | —  | —  | 24  | 9    | 0,37 |
| Olympique de Lyon Francia | 1.ª                 | 1991                | 3   | 0   | — | — | —  | —  | 3   | 0    | 0,00 |
| Olympique de Lyon Francia | Total club          | Total club          | 27  | 9   | 0 | 0 | 0  | 0  | 27  | 9    | 0,33 |
| Boca Juniors Argentina | 1.ª                 |                     |     |     |   |   |    |    |     |      |      |
| Boca Juniors Argentina | 1.ª                 | 1991-92             | 25  | 8   | — | — | 4  | 1  | 29  | 9    | 0,31 |
| Boca Juniors Argentina | 1.ª                 | 1992-93             | 31  | 8   | — | — | 2  | 1  | 33  | 9    | 0,27 |
| Boca Juniors Argentina | 1.ª                 | 1994                | 4   | 0   | — | — | —  | —  | 4   | 0    | 0,00 |
| Boca Juniors Argentina | 1.ª                 | 1995                | —   | —   | — | — | 1  | 0  | 1   | 0    | 0,00 |
| Boca Juniors Argentina | Total club          | Total club          | 60  | 16  | 0 | 0 | 7  | 2  | 67  | 18   | 0,26 |
| Barcelona · Ecuador | 1.ª                 |                     |     |     |   |   |    |    |     |      |      |
| Barcelona · Ecuador | 1.ª                 | 1993                | 10  | 3   | — | — | —  | —  | 10  | 3    | 0,30 |
| Barcelona · Ecuador | Total club          | Total club          | 10  | 3   | 0 | 0 | 0  | 0  | 10  | 3    | 0,30 |
| Libertad Paraguay | 1.ª                 |                     |     |     |   |   |    |    |     |      |      |
| Libertad Paraguay | 1.ª                 | 1996                | 2   | 0   | — | — | —  | —  | 2   | 0    | 0,00 |
| Libertad Paraguay | Total club          | Total club          | 2   | 0   | 0 | 0 | 0  | 0  | 2   | 0    | 0,00 |
| Independiente Medellín · Colombia | 1.ª                 |                     |     |     |   |   |    |    |     |      |      |
| Independiente Medellín · Colombia | 1.ª                 | 1996                | 9   | 2   | — | — | —  | —  | 9   | 2    | 0,22 |
| Independiente Medellín · Colombia | Total club          | Total club          | 9   | 2   | 0 | 0 | 0  | 0  | 9   | 2    | 0,22 |
| Real Cartagena · Colombia | 1.ª                 |                     |     |     |   |   |    |    |     |      |      |
| Real Cartagena · Colombia | 1.ª                 | 2000                | 9   | 3   | — | — | —  | —  | 9   | 3    | 0,33 |
| Real Cartagena · Colombia | Total club          | Total club          | 9   | 3   | 0 | 0 | 0  | 0  | 9   | 3    | 0,33 |
| Total en su carrera | Total en su carrera | Total en su carrera | 371 | 173 | 3 | 3 | 53 | 14 | 427 | 190  | 0,44 |
| (1) Incluye datos de la Copa de Francia. (2) Incluye datos de la Copa Libertadores y Supercopa Sudamericana. (3) Media de goles por encuentro. No incluye goles en partidos amistosos. |                     |                     |     |     |   |   |    |    |     |      |      |

#### Selección
| Selección         | Año   | Amistosos | Amistosos | Copa América | Copa América | Eliminatorias | Eliminatorias | Mundial | Mundial | Total | Total | Media goleadora |
| Selección         | Año   | PJ        | G         | PJ           | G            | PJ            | G             | PJ      | G       | PJ    | G     | Media goleadora |
| ----------------- | ----- | --------- | --------- | ------------ | ------------ | ------------- | ------------- | ------- | ------- | ----- | ----- | --------------- |
| Absoluta Paraguay | 1979  | —         | —         | 1            | 0            | —             | —             | —       | —       | 1     | 0     | 0,00            |
| Absoluta Paraguay | 1981  | —         | —         | —            | —            | 1             | 0             | —       | —       | 1     | 0     | 0,00            |
| Absoluta Paraguay | 1983  | 1         | 2         | 1            | 0            | —             | —             | —       | —       | 2     | 2     | 1,00            |
| Absoluta Paraguay | 1985  | —         | —         | —            | —            | 4             | 2             | —       | —       | 4     | 2     | 0,50            |
| Absoluta Paraguay | 1986  | 1         | 2         | —            | —            | —             | —             | 4       | 2       | 5     | 4     | 0,80            |
| Absoluta Paraguay | 1987  | 1         | 0         | 2            | 0            | —             | —             | —       | —       | 3     | 0     | 0,00            |
| Absoluta Paraguay | 1989  | —         | —         | —            | —            | 2             | 1             | —       | —       | 2     | 1     | 0,50            |
| Absoluta Paraguay | 1993  | 1         | 0         | 4            | 1            | 5             | 0             | —       | —       | 10    | 1     | 0,10            |
| Absoluta Paraguay | Total | 4         | 4         | 8            | 1            | 12            | 3             | 4       | 2       | 28    | 10    | 0,35            |

#### Resumen estadístico
| Competición           | Partidos | Goles | Promedio |
| --------------------- | -------- | ----- | -------- |
| Liga                  | 371      | 173   | 0,46     |
| Copas Nacionales      | 3        | 3     | 1,00     |
| Copas Internacionales | 53       | 14    | 0,26     |
| Selección de Paraguay | 28       | 10    | 0,35     |
| Total                 | 455      | 200   | 0,43     |

## Palmarés

### Títulos nacionales
| Título               | Club            | País           | Año    |
| -------------------- | --------------- | -------------- | ------ |
| División Este        | New York Cosmos | Estados Unidos | 1980   |
| Conferencia Nacional | New York Cosmos | Estados Unidos | 1980   |
| NASL                 | New York Cosmos | Estados Unidos | 1980   |
| División Este        | New York Cosmos | Estados Unidos | 1981   |
| Conferencia Nacional | New York Cosmos | Estados Unidos | 1981   |
| División Este        | New York Cosmos | Estados Unidos | 1982   |
| Conferencia Nacional | New York Cosmos | Estados Unidos | 1982   |
| NASL                 | New York Cosmos | Estados Unidos | 1982   |
| División Este        | New York Cosmos | Estados Unidos | 1983   |
| Primera A            | América de Cali | Colombia       | 1985   |
| Primera A            | América de Cali | Colombia       | 1986   |
| Primera División     | Boca Juniors    | Argentina      | A-1992 |

### Títulos internacionales
| Título                   | Club (*)              | Sede          | Año  |
| ------------------------ | --------------------- | ------------- | ---- |
| Copa América             | Selección de Paraguay | Sin sede fija | 1979 |
| Copa Master de Supercopa | Boca Juniors          | Buenos Aires  | 1992 |

(*) incluyendo la selección.

### Otros logros
| Título               | Club              | Sede    | Año     |
| -------------------- | ----------------- | ------- | ------- |
| Ascenso a la Ligue 1 | Stade Brestois 29 | Francia | 1988-89 |

## Distinciones individuales
| Distinción                       | Año  |
| -------------------------------- | ---- |
| Goleador de la NASL              | 1983 |
| Jugador más valioso de la NASL   | 1983 |
| Autor del gol del año de la NASL | 1983 |
| Equipo Ideal de América          | 1986 |
| Mejor jugador de la Ligue 2      | 1988 |
| Goleador de Grupo A Ligue 2      | 1988 |

## Reconocimientos
- Medalla al Mérito Domingo Martínez de Irala.

El 19 de octubre de 2016 fue distinguido con la Medalla al mérito Domingo Martínez de Irala por la Junta Municipal de la ciudad de Asunción, junto a sus compañeros de la selección paraguaya por el título de campeón logrado en la Copa América 1979.

## Comentarista deportivo
Para la Copa Mundial de 2014 Cabañas fue designado como comentarista para transmitir dicho torneo que fue transmitido en vivo por el SNT (Canal 9) al lado de Jorge Esteche en los relatos.